# République socialiste soviétique autonome d'Adjarie
1921–1991
Entités précédentes :
- République démocratique de Géorgie

Entités suivantes :
- République autonome d'Adjarie (République de Géorgie)

La république socialiste soviétique autonome d'Adjarie, ou RSSA adjare, était une république autonome de l'Union soviétique au sein de la RSS de Géorgie, créée le 16 juillet 1921. Après la dissolution de l'Union soviétique en 1991, elle constitue la république autonome d'Adjarie au sein de la Géorgie.

## Création
Après une occupation temporaire par les Turcs et les troupes britanniques en 1918-1920, l'Adjarie a été réunie dans la Géorgie en 1920. Après un bref conflit militaire en mars 1921, avec le gouvernement d'Ankara le territoire est cédé à la Géorgie en raison de l'article VI du traité de Kars, à la condition d'une autonomie préservée pour la population musulmane. L'Union soviétique a créé la république socialiste soviétique autonome d'Adjarie le 16 juillet 1921 en accord avec cette clause. On pense également que Moscou voulait éviter de donner à la Géorgie un contrôle complet de la mer Noire et sur l'important port de Batoumi et pour renforcer les penchants communistes parmi les musulmans d'origine géorgienne vivant en Turquie. Mais sous la direction de Joseph Staline, l'islam, comme le christianisme, fut réprimé.